# TuneIn
TuneIn — американский аудио-потоковый сервис, транслирующий новости, эфиры радиостанций, спортивные мероприятия, музыку и подкасты. К 2022 году насчитывал 75 млн ежемесячно активных пользователей.
TuneIn управляется базирующейся в Сан-Франциско, штат Калифорния, компанией TuneIn Inc., основанной Биллом Муром в 2002 году как RadioTime в Далласе, штат Техас. Пользователи могут слушать радио на сайте TuneIn, использовать мобильное приложение, умную колонку или другое поддерживаемое устройство. К 2016 году TuneIn также было доступно более чем для 55 моделей автомобилей. В 2013 году компания получила более 47 млн. долл. венчурного финансирования от Institutional Venture Partners, Sequoia Capital, GV, General Catalyst Partners и Icon Ventures.
В ноябре 2020 года с новыми инвестициями во главе с Innovation Endeavors TuneIn назначила Ричарда Стерна главным исполнительным директором, а Роба Дейхерта — директором по доходам .
Благодаря премьерному распространению на 200 платформах и подключенных устройствах, сервис даёт слушателям возможность «услышать» то, что им нравится, где бы «здесь» они ни находились. Подписчики TuneIn Premium получают эксклюзивный доступ к бесплатным новостям CNN, Fox News Radio, CSPAN, MSNBC, CNBC и Bloomberg, прямым трансляциям MLB, NFL, NHL, спортивных программ колледжей и музыкальных каналов без рекламы.